# 라이언 존슨 (배우)
라이언 존슨(Ryan Johnson, 1979년 ~ )은 오스트레일리아의 배우이다.